# Mediaş
Mediaş (nom romanès; en alemany Mediasch, en hongarès Medgyes, en el dialecte saxó de Transsilvània Medwesch) és una ciutat del centre de Romania, a Transsilvània, la segona en importància dins la província de Sibiu després de la capital, Sibiu, de la qual dista 55 km; és també a 39 km de Sighişoara i a 41 km de Blaj. S'aixeca vora el riu Târnava Mare.
El municipi tenia 55.153 habitants segons el cens del 2002 i una superfície de 62,62 km².
Es troba al centre d'una reputada regió vitícola. Des del 1900 és també un dels centres d'explotació de gas metà més importants de Romania.

## Història
La ciutat la van fundar, a requesta de diversos reis d'Hongria, els colons alemanys coneguts com els saxons de Transsilvània, entre el final del segle xii i el començament del xiii. Fins al segle xvi Mediaş es va desenvolupar com un important centre comercial, polític i cultural.

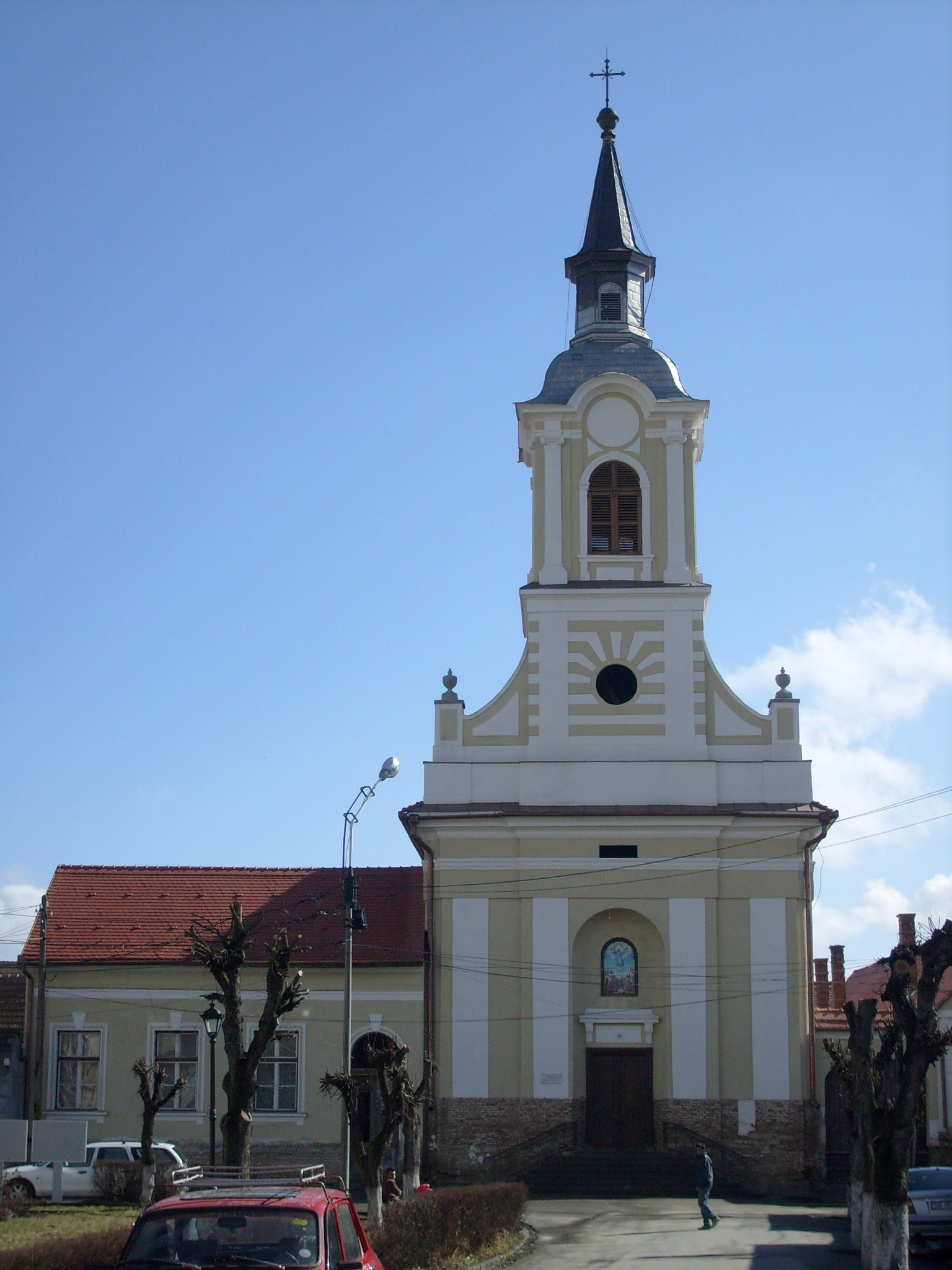
L'església grecocatòlica

La primera església romanesa de la ciutat, la va fer bastir, el 1826, el bisbe grecocatòlic Ioan Bob, que hi fundà també la primera escola de llengua romanesa.

## Demografia
El 2002, la població de Mediaş (55.153 habitants) estava formada per diverses comunitats ètniques: una majoria eren romanesos (45.376), més 6.554 hongaresos, 1.959 gitanos, 1.150 alemanys i 114 d'altres procedències.

## Turisme
Veritable museu a l'aire lliure, Mediaş ha conservat bé el seu patrimoni arquitectònic, que presenta una rica gamma d'estils: gòtic, renaixentista, barroc, neoclàssic i modernista d'estil Secessió. A més a més, la ciutat també ha conservat una bona part de les seves fortificacions, amb 17 torres i bastions, les muralles d'una alçada de més de 7 metres, 3 portes principals i 4 de secundàries. L'església fortificada de Santa Margarida (Sfânta Margareta), al centre històric, presenta un valuós conjunt de frescos gòtics i un curiós rellotge de torre que mostra les fases de la lluna.
La localitat de Moşna, que conserva una imponent església fortificada, es troba a 10 km de Mediaş, a la carretera que va a Agnita, petita vila medieval també amb església fortificada. A 18 km de Mediaş hi ha l'estació balneària de Bazna, petita localitat medieval, ja esmentada el 1302, que també té una impressionant església fortificada; la vila disposa de diverses fonts d'aigua mineral, rica en sals, i de fangs minerals i salats.